# 令和3年台風第14号
令和3年台風第14号（れいわ3ねんたいふうだい14ごう）は、2021年9月7日に発生した台風。統計史上初めて、福岡県に上陸した台風である。

## 台風の動き

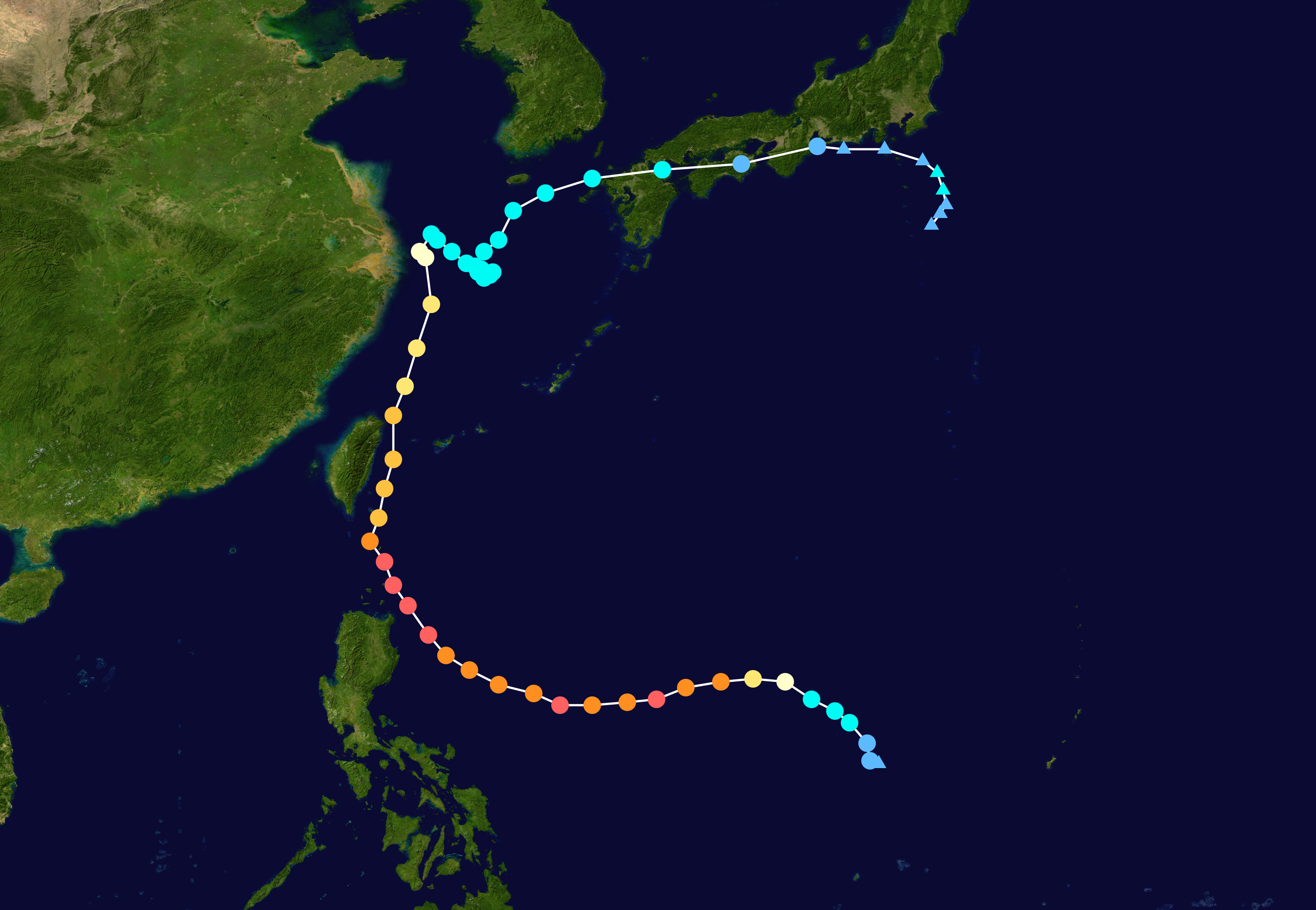
台風の進路図

9月7日9時、フィリピンの東で台風14号が発生し、アジア名、チャンスー（Chanthu）と命名された。 チャンスーは、カンボジアが用意した名前で、花の名前に由来する。 海水面温度が高かったことや、風の条件が台風の発達に適していたことなどから、台風は急発達し、発生から24時間後の8日9時には、中心気圧945hPa・最大風速45m/sの「非常に強い」勢力になった。 11日になると、フィリピンの東で発達のピークを迎え、中心気圧は905hPaにまで低下し、中心付近の最大風速は60m/s（115ノット）となり、「猛烈な」台風となった。その後台風は 台湾の東海岸沖を北上した後、勢力を落としながらしばらく東シナ海で停滞した。しかし16日頃になると、当初の予報に反して、西日本から東日本へと日本列島を横断して進む予報となった。>そして、17日19時前、福岡県福津市付近に上陸した。九州に台風が上陸した事例は多数あるが、福岡県に台風が上陸したのは1951年の統計開始以降初めてである。これにより、九州地方で台風が上陸したことがない都道府県は佐賀県のみになった。台風は18日午前0時すぎに愛媛県松山市付近に再上陸。18日6時過ぎには和歌山県有田市付近に再上陸した。その後18日15時に静岡県の沖合で温帯低気圧に変わった

## 影響
台風自体は不明瞭な状態で日本に上陸したが、九州南部では前線の活動が活発化し、特に宮崎県などで大雨となった。 17日には、西日本は台風により各地で荒れた天気となり、長崎県壱岐市で18時に最大瞬間風速34.5m/sを記録したほか、高知県四万十市では6時ごろまでに69.5mmの1時間降水量を観測した。関東地方でも、鉄道や航空など、交通機関に影響が出た。高知県黒潮町では1人の死亡が確認されたほか、和歌山県美浜町では18日未明に吹いた突風により被害が出た。日南線は復旧に年内いっぱいかかった。

## 被害
| 人的被害 (人) | 人的被害 (人) | 人的被害 (人) |
| ------------- | ------------- | ------------- |
| 負傷者        | 重傷          | 2             |
| 負傷者        | 軽傷者        | 7             |
| 住家被害 (棟) |               |               |
| 半壊          | 半壊          | 1             |
| 一部破損      | 一部破損      | 55            |
| 床上浸水      | 床上浸水      | 46            |
| 床下浸水      | 床下浸水      | 183           |